# Luigi Montesanto
Luigi Montesanto (Palermo, 23 novembre 1887 – Milano, 14 giugno 1954) è stato un baritono italiano.

## Biografia
Dopo avere studiato nella sua città con il maestro Nino Santoro, esordì in Carmen a Conegliano Veneto nel 1909 e, con la stessa opera, debuttò alla Scala nella stagione 1912-13. Primo interprete de Il tabarro di Giacomo Puccini, nel 1918, al Metropolitan, svolse una brillante carriera internazionale, cantando anche a Lisbona, Mosca, Madrid, Parigi, Prague, Buenos Aires, Chicago.
In Italia cantò in vari teatri, tra cui Firenze, Genova e Palermo, dove al Teatro Massimo, tra il 1909 e il 1936, interpretò La bohème, Tristano e Isotta, La Gioconda, Rigoletto, Un ballo in maschera, Andrea Chénier, Otello. Abbandonate le scene, si dedicò all'insegnamento; ebbe tra i suoi allievi Giuseppe Di Stefano e Rolando Massaro.